# Марк Пужоль, Хуан Антонио
Хуа́н Анто́нио Марк Пужо́ль (кат. Juan Antonio March Pujol; род. 27 февраля 1958, Барселона) — испанский дипломат. Чрезвычайный и Полномочный Посол Королевства Испания в России в 2007—2011 годах.
Получил юридическое образование, поступил на дипломатическую службу в 1987 году. Служил в дипломатических представительствах Испании в ОЭСР и Италии. Занимал должность генерального директора Института Иберо-Американского сотрудничества и вице-президента Испанского агентства по международному сотрудничеству, секретарём посольства Испании в Великобритании, советником посольства Испании в Мексике. С мая 2004 года по 2007 год служил постоянным представителем Испании при отделении ООН и других международных органах в Женеве. В 2006 году получил назначение председателем финансового комитета Всемирной торговой организации и председателем Совета Международной организации по миграции. С декабря 2007 года по июль 2011 года служил послом Испании в России.